# Masendorf
Masendorf ist ein Ortsteil der Hansestadt Uelzen im niedersächsischen Landkreis Uelzen.

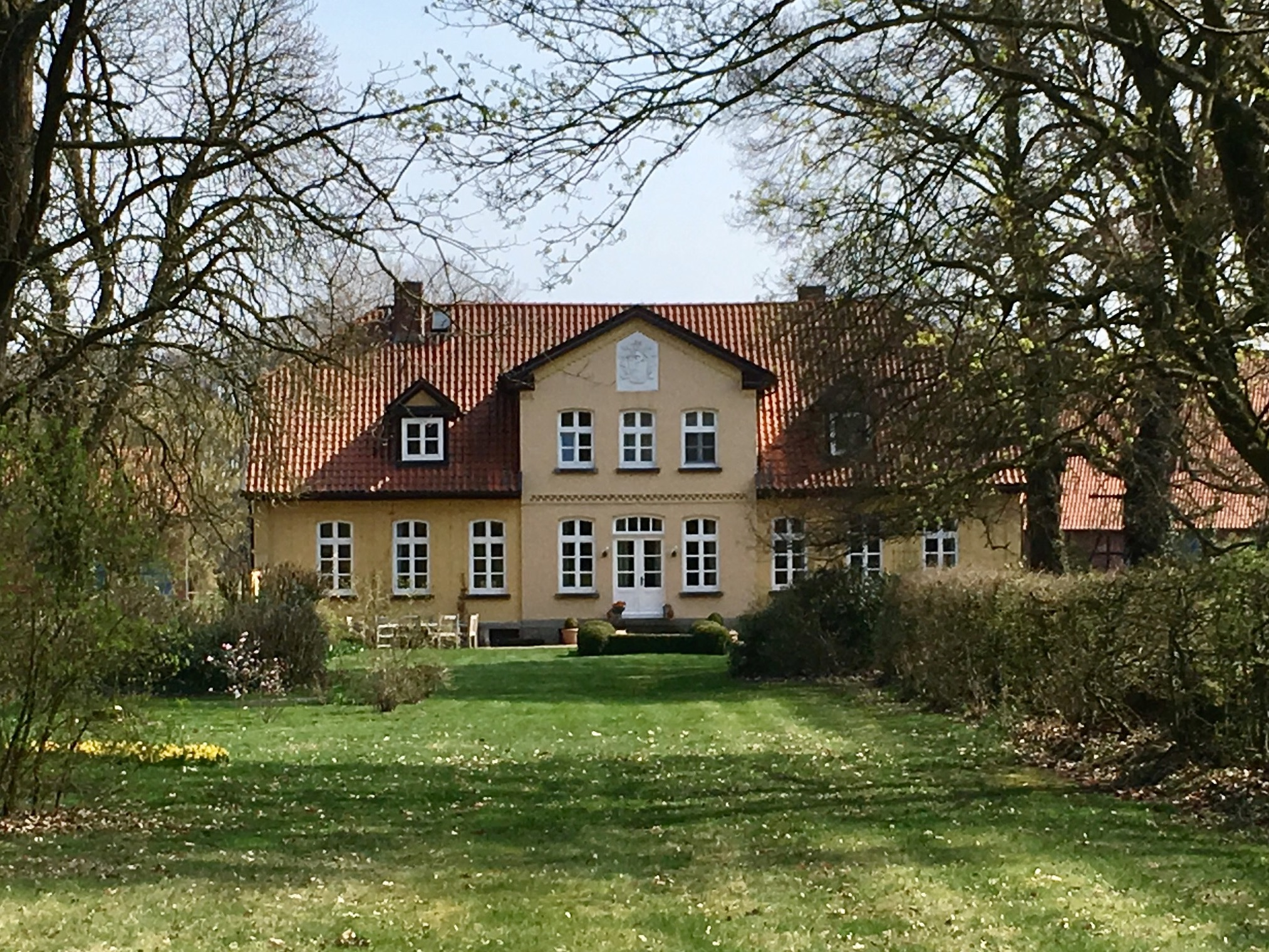
Herrenhaus derer von dem Bussche

## Geografie und Verkehrsanbindung
Masendorf liegt nordöstlich des Stadtkerns von Uelzen an den Kreisstraßen K 3 und K 45. Südlich verlaufen die B 191 und die B 493.
Unweit östlich vom Ort fließt die Wipperau, ein rechter Nebenfluss der Ilmenau. Der Elbe-Seitenkanal verläuft weiter entfernt westlich.

## Geschichte
Das Gut Masendorf war der Stammsitz der seit 1264 in der historischen Überlieferung erscheinenden Familie von Masendorf. Nach ihrem frühzeitigen Aussterben treten im 14. Jahrhundert die Herren von Appel als ihre Nachfolger auf. 1380 wird das Gutsgebäude als „kleine Befestigung“ bezeichnet. 1554 wird ein neues Herrenhaus errichtet, das im Dreißigjährigen Krieg zerstört und 1659 wieder aufgebaut wurde. Im 18. Jahrhundert wurde das Gut verpachtet und vernachlässigt, zudem brannten 1727 die Gebäude ab. Nach dem Aussterben der aufgrund ihres damaligen ostfriesischen Wohnsitzes von dem Apelle genannten Familie ging das Gut an die Familie von Lüneburg, die sich frühzeitig eine Anwartschaft darauf gesichert hatten. 1947 kam es durch Heirat an die Familie von dem Bussche, die es heute noch besitzt. Das heutige Herrenhaus wurde 1844 als Pächterhaus errichtet. Die ursprüngliche Burganlage hat südwestlich des Dorfes gelegen.

## Sehenswürdigkeiten
- Großsteingräber bei Masendorf: Von den ursprünglich vier Grabanlagen der jungsteinzeitlichen Trichterbecherkultur existiert noch eine Grabanlage.